# Köschbusch
Köschbusch ist ein Ortsteil der Stadt Hennef (Sieg) im Rhein-Sieg-Kreis in Nordrhein-Westfalen. 

## Lage
Der Ort liegt in einer Höhe von 210 Metern über N.N. auf den Hängen des Westerwaldes. Nachbarorte sind Eulenberg im Nordosten, Halmshanf im Süden und Broich und Hanf im Nordosten.

## Geschichte
1910 gab es in Köschbusch die Haushalte Ackerer Franz Eich, Ackerer Heinrich Halm, Straßenarbeiter Peter Halm und Rottenarbeiter Wilhelm Halm, Schreiner Jakob Kaufmann, Ackerer und Schuster Jakob Kaufmann und Schrottschläger Michael Kaufmann, Ackerer Christian Neuenhöfer und Ackerin Witwe Christiane Neuenhöfer sowie Ackerer Albert Werner.
Bis zum 1. August 1969 gehörte Köschbusch zur Gemeinde Uckerath, im Rahmen der kommunalen Neugliederung des Raumes Bonn wurde Uckerath, damit auch der Ort Köschbusch, der damals neuen amtsfreien Gemeinde „Hennef (Sieg)“ zugeordnet.